# Q-Productions
Q-Productions, Inc. es una compañía de entretenimiento de música latina que pertenece y es operada por Abraham Quintanilla. Fundado en 1993, Q-Productions es una compañía récord y estudio especializando en la industria de música latina.
Los artistas contribuyentes más reconocidos de la compañía son Selena (quién era la hija  de Abraham), Los Tres Reyes y Jennifer Peña. Q También experimentó con película y vídeo.
La sede de la empresa se encuentra en 5410 Leopard Street, Corpus Christi, Texas .

## Estudios de grabación
Q-Productions tiene tres estudios, Zebra Room, Leopard Lounge and Grey Fox Room.

## Museo de Selena
Una colección de diseños y recuerdos de Selena se encuentran en el sitio del estudio. La colección incluye artículos desde el guardarropa de Selena hasta sus juguetes favoritos de cuando era joven.

## Artistas
- Selena  (1993–1995) (Fallecida)
- Jennifer Peña (1996–2000)
- La Fuerza
- Los Tres Reyes
- Cortez De La Sierra
- Jorge Roel Y Potrillo
- Sesi
- La Conquista
- Stephenie Lynn
- Angel Castillo
- Isabel Marie Sanchez